# Evert Jacob van Wachendorff

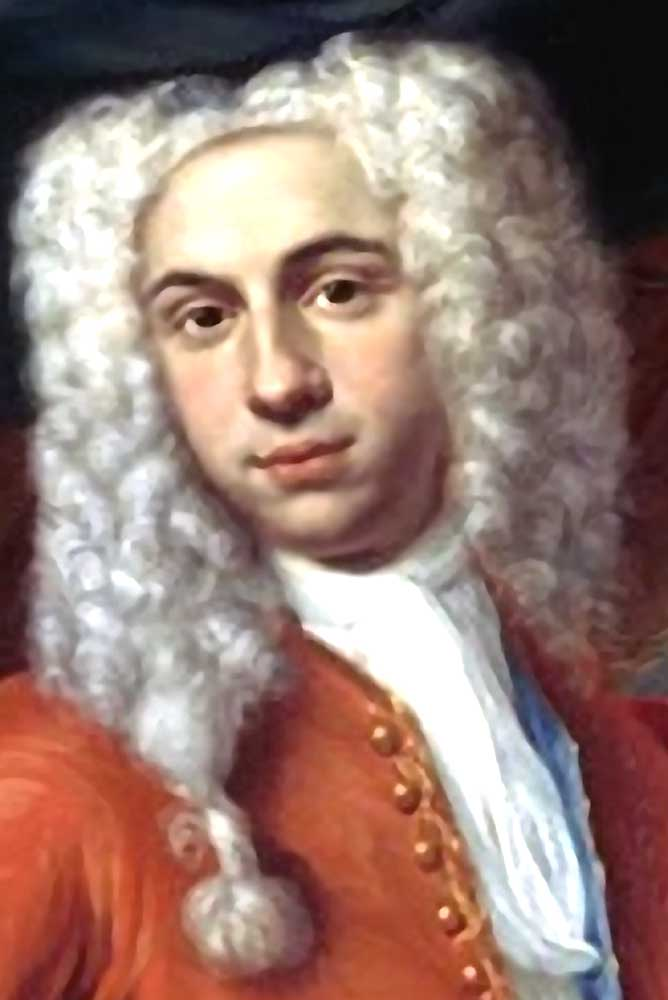
Evert Jacob van Wachendorff

Evert Jacob van Wachendorff (auch: Everhardus Jacobus, Eberhard Jakob van Wachendorf; * 2. November 1703 in Utrecht; † 22. Dezember 1758 ebenda) war ein niederländischer Mediziner, Botaniker und Chemiker. Sein offizielles botanisches Autorenkürzel lautet „Wach.“

## Leben und Wirken
Evert Jacob war der Sohn des Arztes Alexander Carel Philip van Wachendorff (* 12. Juli 1665 in Cleve; † 27. Januar 1757 in Utrecht)
und dessen Frau Gerharda van Sypesteyn (* 19. April 1672 in Utrecht; † 14. November 1742 ebenda), Tochter des Everard van Sypesteyn und der Catharina van den Woerd. Er nahm 1723 ein Studium der Medizin an der Universität Utrecht auf und promovierte unter Josephus Serrurier am 21. September 1724 mit der Abhandlung De natura solidorum et fluidorum, eorumque mutua actione in variis aetatibus zum Doktor der Medizin. Danach betätigte er sich als praktischer Arzt und Privatdozent in Utrecht.
Am 22. Juli 1743 beriefen ihn die Kuratoren der Utrechter Hochschule zum Professor der Medizin, Botanik und Chemie, welches Amt er am 26. September 1743 mit der Rede botanico-medica de plantis, inmensitatis intellectus divini testibus locupletissimis antrat. In dieser Eigenschaft beteiligte er sich auch an den organisatorischen Aufgaben der Hochschule und war 1747/48 Rektor der Alma Mater, zu welcher Gelegenheit er die Rede Ex principiis corpus humanum constituentibus medicum chemiae peritum huius ignaro esse praestantiorem hielt. Verdienste hatte er sich erworben, als er den „Hortus Botanicus Ultraiectini Academicum“ in Utrecht neu ordnete und 1747 unter dem Titel Horti ultrajectini index ein Verzeichnis aller dortigen Pflanzen herausgab. Zudem hatte er die Anatomie des Auges untersucht und 1740 die erste Beschreibung der Membrana pupillaris veröffentlicht. Da er bereits jung verstarb, konnte er keine weitere herausragende Leistung vollbringen.
Wachendorff war drei Mal verheiratet. Seine erste Ehe schloss er am 6. September 1734 in Utrecht mit Louise van Wachendorff (* 6. Januar 1706 in Utrecht; † 17. Juli 1735 ebenda), die Tochter des Cornelis Anthonie van Wachendorff (1667–1730) und dessen Frau Aletta van Sypesteyn (1669–1752). Seine zweite Ehe am 20. Juni 1736 in Den Haag mit Johanna Margaretha Snevens (~ 9. Juni 1698 in Den Haag; † 1748) die Tochter des Johan Reinhout Snevens und dessen Frau Perpetua Rijklofsdr van Goens. Seine dritte Ehe ging er am 16. September 1749 in Utrecht mit Maria Amelia Hoffmann († 1770) ein. Alle Ehen blieben kinderlos.

## Schriften (Auswahl)
- Horti ultrajectini index. Nicolaus Van Vucht, Utrecht 1747 (Digitalisat).